# Daniel Francovig
Rubens Daniel Francovig (Montevideo, 11 marzo 1956) è un ex calciatore uruguaiano, di ruolo portiere.

## Biografia
Figlio di Reinaldo José Francovig (morto nel 1985) e di Herminia María Toscano, crebbe in Uruguay, paese in cui iniziò a giocare anche a calcio. Da ragazzo lavorava come aiutante in una autofficina.

## Carriera

### Club
Dopo aver giocato nelle giovanili del Nacional di Montevideo, sua città natale, integrò la rosa dell'Alto Perú. Nel 1979, insieme a cinque suoi connazionali, si trasferì in Venezuela, al Falcón, squadra di Segunda División. Nel 1981 passò al Portuguesa, con cui giocò fino al 1984; fu poi ceduto al Deportivo Táchira. Con il nuovo club disputò due edizioni della Coppa Libertadores, 1985 e 1987: durante quest'ultima realizzò un gol direttamente su rinvio contro l'Independiente, il 19 luglio 1987, superando Luis Islas. Nello stesso 1987 lasciò il Táchira per il Deportivo Armenio, club della Primera División argentina: disputò due partite, e poi tornò in Venezuela. Francovig rimase all'Unión Táchira fino al 1994, anno del suo ritiro, partecipando a 5 edizioni della Coppa Libertadores, di cui l'ultima nel 1991.

## Palmarès

### Club

#### Competizioni nazionali
- Segunda División (Venezuela): 2

Falcón: 1979, 1980
- Campionato venezuelano: 2

U.A. Táchira: 1984, 1986